# Lilo Ramdohr
Pour les articles homonymes, voir Ramdohr.
Lieselotte « Lilo » Fürst-Ramdohr (née le 11 octobre 1913 à Aschersleben, morte le 13 mai 2013) était membre du groupe de résistance allemand La Rose blanche en Allemagne.

## Biographie
Son père meurt en 1915, et en 1929 elle se rend en Angleterre. En 1933, elle commence à étudier à l'université de Munich.
Son mari est tué en Russie en mai 1942. Elle rejoint le groupe de résistance La Rose blanche par l'intermédiaire d'un de ses amis, Alexander Schmorell. Elle s'implique dans les activités de résistance contre les Nazis, en diffusant des tracts et en peignant des slogans anti-nazis, et est arrêtée en mars 1943, puis relâchée après un long interrogatoire. Quelques semaines plus tard, Heinrich Himmler ordonne son arrestation mais elle parvient à s'enfuir. Elle se marie en février 1944 avec un étudiant d'origine brésilienne, Carl Gebhard Fürst (1920–2010). En 1948, elle s'échappe de la zone d'occupation soviétique, et retourne habiter en Bavière.
En 1995, elle publie Freundschaften in der Weißen Rose (Friendships in the White Rose). Elle meurt à l'âge de 99 ans.

## Publications
- Freundschaften in der Weißen Rose, Munich, 1995.  (ISBN 3-931231-00-3)
- Die Weiße Rose Frankfurt/M. 1994,  (ISBN 3-596-11802-6)
- Seiltanz, Munich1991.  (ISBN 3-925845-20-8)
- In jedem Sommerstrauß. Verlag Roman Kovar, Munich 1994.  (ISBN 3-925845-63-1)

## Dans les medias
En 1994, elle est interviewée dans le cadre d'un documentaire intitulé Davon haben wir nichts gewusst... Neuhausen unter der Nazi-Zeit.
Ce documentaire sur sa vie est réalisé par Hans-Sirks Lampe, et diffusé à la télévision en 1996. 